# 헬싱외르

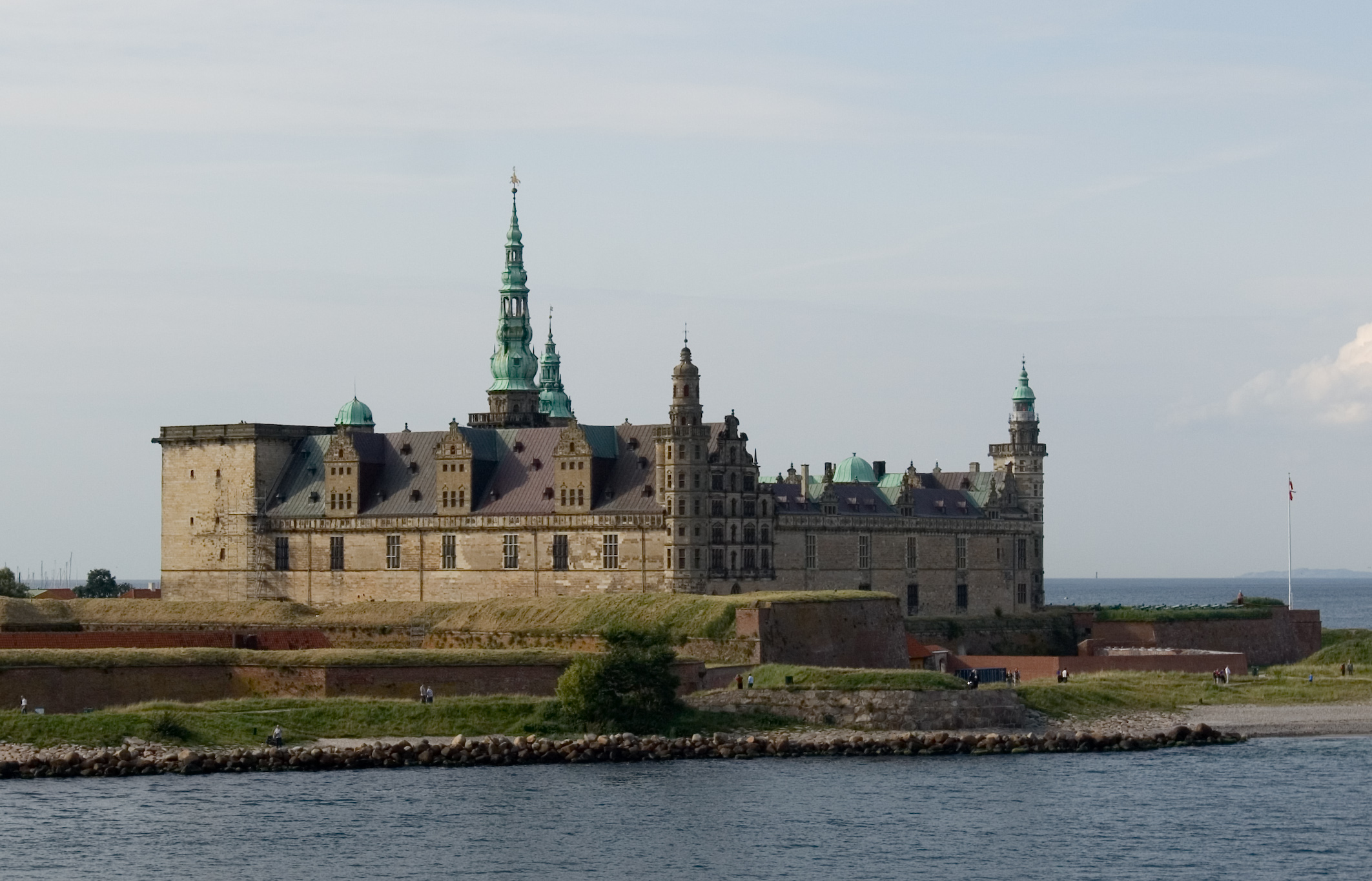
헬싱외르에 있는 크론보르성

헬싱외르(덴마크어: Helsingør)는 덴마크 동부 셸란섬 북동부 연안에 위치한 도시로, 면적은 17.9 km2, 그리고 인구는 46,300명(2012년 1월 1일 기준)이며 행정 구역상으로는 덴마크 수도 지역 헬싱외르시에 속한다.
영어로는 엘시노어(영어: Elsinore)라고 부르기도 하며 윌리엄 셰익스피어의 희곡 《햄릿》의 배경인 크론보르성으로 유명한 도시이다. 외레순 해협을 경계로 스웨덴 헬싱보리와 접한다.

## 자매 도시
- 폴란드 그단스크
- 이탈리아 산레모
- 스웨덴 헬싱보리
- 노르웨이 하르스타
- 에스토니아 패르누